# 960 a.C.

## Eventos
- O início do reinado do último faraó da XXI dinastia no Antigo Egito.

## Mortes
- Sihamoni XXI - faraó do Egito.